# Franz Lothar von Schönborn
Franz Lothar von Schönborn (Steinheim am Main, 4 ottobre 1655 – Bamberga, 30 gennaio 1729) fu arcivescovo di Magonza dal 1694 al 1729, e vescovo di Bamberga dal 1693 al 1729.

## Biografia

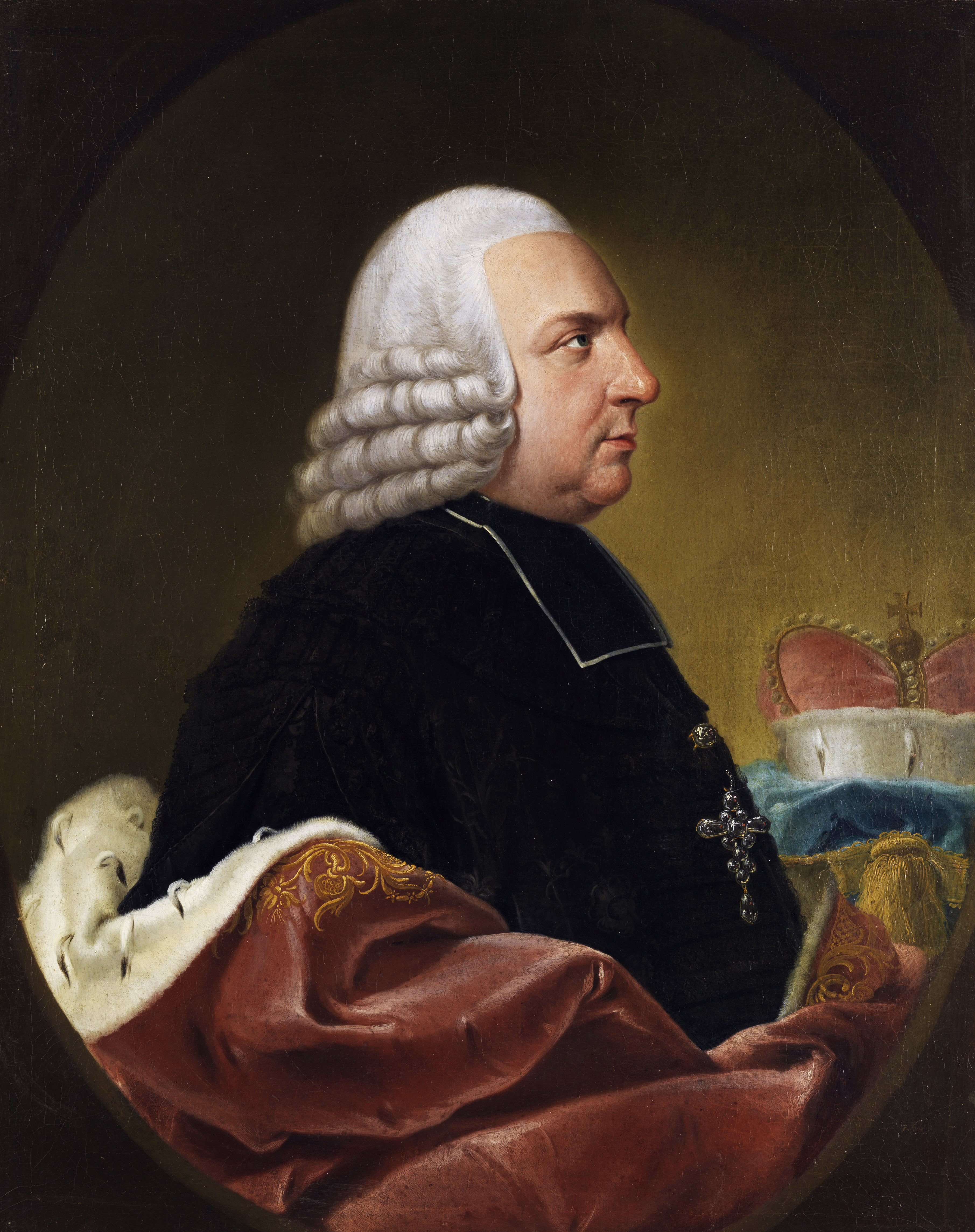
Ritratto di Franz Lothar von Schönborn

Il Castello di Weißenstein.

Franz Lothar nacque a Steinheim am Main (oggi sobborgo di Hanau) nel 1655, figlio del conte Philipp Erwein von Schönborn e di sua moglie, Maria Ursula Greiffenclau von Vollrads. Era nipote di Johann Philipp von Schönborn, arcivescovo di Magonza dal 1647 al 1673, e pronipote di Georg Friedrich von Greiffenclau, arcivescovo di Magonza dal 1629 al 1629. Quest'ultimo era uno zio del ramo dei Schönborn-Buchheim che includeva anche Johann Philipp Franz, Friedrich Karl, Damian Hugo e Franz Georg.
La carriera ecclesiastica di Franz Lothar von Schönborn ebbe inizio nel 1665 quando venne nominato canonico a Würzburg per poi ottenere anche i canonicati di Bamberga nel 1667 e Magonza nel 1689. In quest'ultima sede venne nominato coadiutore nel 1694.
Nel 1694 Franz Lothar venne eletto arcivescovo di Magonza su proposta dell'imperatore. Nel 1707 fu lo strumento della conversione della protestante Elisabetta Cristina di Brunswick-Wolfenbüttel al cattolicesimo, permettendone il matrimonio con l'allora arciduca Carlo d'Asburgo. Nel 1711 egli promosse l'elezione di Carlo VI d'Austria a imperatore del Sacro Romano Impero, e venne ringraziato da Carlo per la sua lealtà con 100.000 gulden con i quali iniziò la costruzione del Castello di Weißenstein a Pommersfelden.
Nel 1710 Franz Lothar venne coinvolto in uno scontro con il capitolo della cattedrale dal momento che l'Arcivescovo desiderava porre un proprio nipote tra i suoi coadiutori, garantendogli il diritto di successione. Il capitolo, invece, propose Francesco Luigi del Palatinato-Neuburg e con il sostegno del papa impose questa nomina. Il regno di Franz Lothar tentò di restaurare la potenza del principato arcivescovile. Dopo essere entrato in conflitto per la Guerra dei Nove anni e per la Guerra di successione spagnola, durante le quali l'arcivescovato venne completamente devastato, egli riformò l'amministrazione, le tasse e le leggi, con l'intenzione di centralizzare lo stato. Per mantenere assicurato il suo ruolo di principe elettore, nel 1711 promosse la Capitulatio Cesarea di Carlo VI.

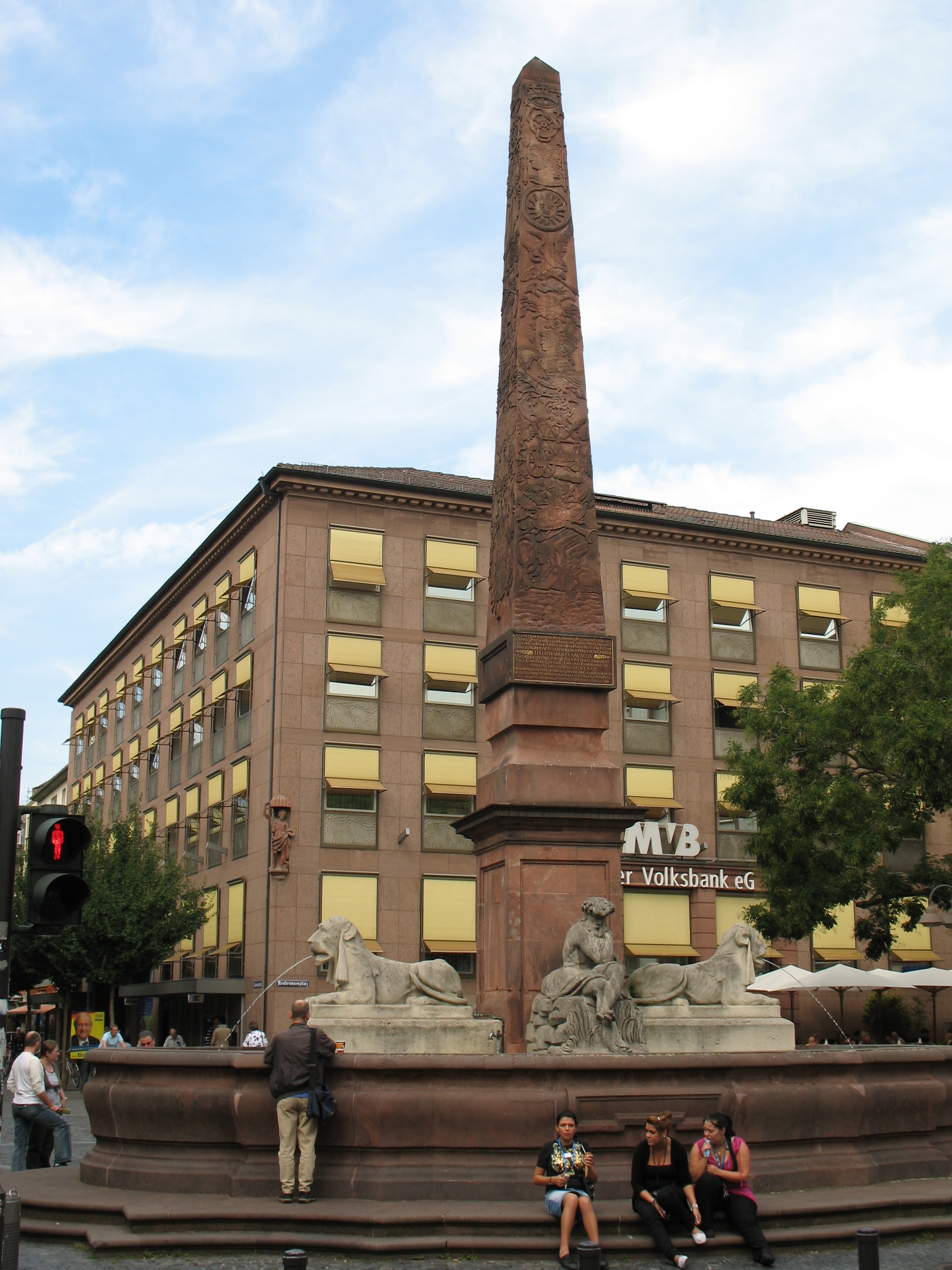
La Neubrunnen di Magonza, fatta costruire sotto il governo di Franz Lothar von Schönborn

Franz Lothar morì a Magonza il 30 gennaio 1729. Spesso condannato dalla storia per aver tentato di arricchirsi attraverso lo sfruttamento dei beni del capitolo della cattedrale di Magonza, viene oggi invece ricordato come uno dei modelli di monarca ecclesiastico assolutista. Durante il suo regno, aumentò le tasse del capitolo della cattedrale e la privò di alcuni suoi diritti, ma ebbe anche il pregio nel 1726 di procedere alla costruzione di una nuova rete di acqua potabile a favore della città di Magonza, realizzando una nuova grande fontana a commemorazione di questo evento nel nuovo quartiere di Bleichenviertel da lui fatto costruire. Egli eliminò anche molte carenze nell'amministrazione statale, nel campo della giustizia e delle finanze, conducendo ad una snella centralizzazione dello stato.

## Genealogia episcopale e successione apostolica
La genealogia episcopale è:
- Cardinale Guillaume d'Estouteville, O.S.B.Clun.
- Papa Sisto IV
- Papa Giulio II
- Cardinale Raffaele Riario
- Papa Leone X
- Papa Clemente VII
- Cardinale Antonio Sanseverino, O.S.Io.Hieros.
- Cardinale Giovanni Michele Saraceni
- Papa Pio V
- Cardinale Innico d'Avalos d'Aragona, O.S.Iacobi
- Cardinale Scipione Gonzaga
- Patriarca Fabio Biondi
- Papa Urbano VIII
- Cardinale Cosimo de Torres
- Cardinale Francesco Maria Brancaccio
- Vescovo Miguel Juan Balaguer Camarasa, O.S.Io.Hieros.
- Papa Alessandro VII
- Arcivescovo Massimiliano Enrico di Baviera
- Vescovo Johann Heinrich von Anethan
- Arcivescovo Anselm Franz von Ingelheim
- Vescovo Matthias Starck
- Arcivescovo Lothar Franz von Schönborn

La successione apostolica è:
- Vescovo Johann Edmund Gedult von Jungenfeld (1703)
- Vescovo Johann Werner Schnatz (1705)
- Vescovo Agostino Steffani (1707)
- Vescovo Philipp Franz Johann von Schönborn (1720)
- Vescovo Friedrich Karl von Schönborn (1728)